# Otto Rademacher
Otto Rademacher (* 13. März 1847 in Calbe/Saale; † 10. Februar 1918 in Merseburg) war ein deutscher Gymnasiallehrer und Historiker, der sich sehr um die Lokalgeschichte von Merseburg verdient gemacht hat.

## Leben
Otto Rademacher studierte ab 1866 Klassische Philologie an der Universität Halle. 1873 promovierte er zum Doktor der Philologie. Nach bestandenem Probejahr wurde er unterrichtete er ab 1874 als Lehrer am Domgymnasium in Merseburg und erhielt später den Titel Professor.
Otto Rademacher war mit Maria Simon verheiratet. Ein Sohn war der Jurist und Reichstagsabgeordnete Walther Rademacher (1879–1952).
2017 setzte ihm der Merseburger Altstadtverein einen Gedenkstein auf dem Friedhof St. Maximi.

## Schriften (Auswahl)
- Ungarn und das deutsche Reich unter Heinrich IV. Merseburg 1885. Digitalisat Uni Düsseldorf
- Die ungarische Chronik als Quelle deutscher Geschichte. Merseburg 1887. Digitalisat Universitätsbibliothek Düsseldorf
- Die urbs Mersburg im X. Jahrhundert. Merseburg 1898. Digitalisat Universitätsbibliothek Düsseldorf
- Die Merseburger Bischofschronik. Übersetzt und mit Anmerkungen versehen. 1. Teil (bis 1136). Merseburg 1903. Digitalisat Universitätsbibliothek Düsseldorf
- Aus Merseburgs alter Geschichte. 8 Hefte. Halle/Merseburg 1906–1913.
- Die Merseburger Bischofschronik. Übersetzt und mit Anmerkungen versehen. 2. Teil (1136–1341). Merseburg 1907. Digitalisat Universitätsbibliothek Düsseldorf
- Die Merseburger Bischofschronik. Übersetzt und mit Anmerkungen versehen. 3. und 4. Teil (1341–1431, 1431–1514). Merseburg 1908. Digitalisat Universitätsbibliothek Düsseldorf
- Der Dom zu Merseburg. Merseburg 1909.
- Führer durch die Stadt Merseburg mit geschichtlichen Rückblicken. Merseburg 1909.
- (Hrsg.): Merseburger Chroniken. 2 Bände. Vereins für Heimatkunde, Merseburg 1913 und 1914.